# Bulgarische Volksmusik

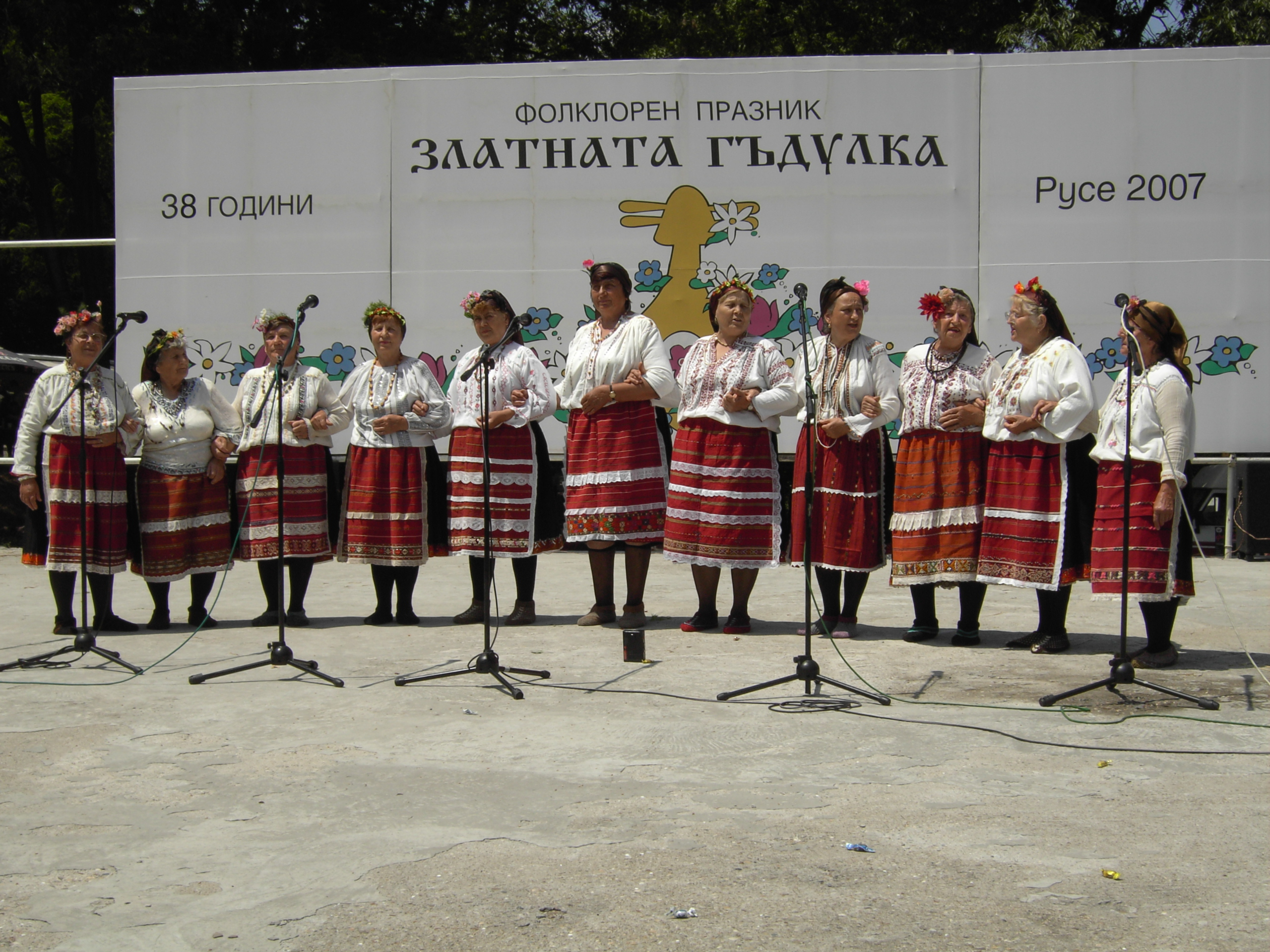
Bulgarische Folkloregruppe beim Folklorefest „Goldene Gadulka“ – 2007 in Russe

Die bulgarische Volksmusik ist die durch komplexe asymmetrische Taktarten und vergleichsweise einfache, einstimmige Melodien charakterisierte Volksmusik der Bulgaren. Neben den in lebhaften Rhythmen und streng im Takt vorgetragenen Tanzliedern und Instrumentalstücken gibt es eine zweite Gruppe von freirhythmischen Liedern und instrumentalen Volksweisen in langsamen Tempi.
In der bulgarischen Volksmusik sind Einflüsse aus der vorchristlichen Zeit, also aus der Zeit der Protobulgaren, bis zum 9. Jahrhundert nachweisbar. Sie wirkte während der Fremdherrschaft des Osmanischen Reiches ab dem 14. Jahrhundert identitätsstiftend für die Bulgaren, die erst 1878 wieder eine eigene Staatlichkeit erlangten. Die regional eigenständigen Musikstile in Bulgarien, die im 19. Jahrhundert erstmals systematisch beschrieben wurden, erfuhren nach 1944 eine Institutionalisierung unter den politischen Vorgaben der sozialistischen Herrschaft zu einer kollektiven Nationalkultur.
Typische Volksmusikinstrumente sind die dreiteilige Hirtenflöte kaval, die kürzere einteilige Hirtenflöte swirka, die kleine Blockflöte duduk, die Doppelflöte dwojanka, die Sackpfeife gajda, sowie die Saiteninstrumente gadulka, gusle und tambura.

## Rhythmus
Unsymmetrische Taktarten, von Béla Bartók als „bulgarische Taktarten“ bezeichnet, sind auf der Balkanhalbinsel weit verbreitet und sind von Serbien, Albanien, Griechenland und Rumänien bis in die Türkei bekannt. Als allgemeine Bezeichnung für die „schleppenden“ oder „hinkenden“ Rhythmen hat sich das türkische Wort aksak eingebürgert. In Bulgarien kommen folgende unsymmetrische Taktarten vor: 5/8, 7/8, 8/8, 9/8 und 11/8, außerdem die zusammengesetzten unsymmetrischen Taktarten (5+7)/8, (15+14)/8, (9+5)/16 und 22/16.
Von der europäischen Musiktheorie wurden die unsymmetrischen Takte 1886 zum ersten Mal bemerkt, als der bulgarische Musiklehrer Atanas Stoin fünf bulgarische Melodien veröffentlichte. 1913 beschrieb dann Dobri Christow die ganze Vielfalt der unsymmetrischen Taktarten in seinem Buch „Die rhythmischen Grundlagen unserer Volksmusik“. Er stellte darin eine Tabelle mit den unsymmetrischen bulgarischen Takten zusammen, eine Leistung, die für die bulgarische Musikforschung von wesentlicher Bedeutung war. Mit dieser Arbeit sind die unsymmetrischen Takte überhaupt über die Grenzen Bulgariens hinaus bekannt geworden. Besonders großes Interesse für die bulgarische Volksmusik zeigte der ungarische Komponist Béla Bartók. Wiederholt erschienen in seinen Werken unsymmetrische Taktarten, z. B. 3/8, 5/8 und 7/8. Bartók betonte ausdrücklich, dass er diese aus der bulgarischen Volksmusik entlehnt hatte.
In der Musik des 20. Jahrhunderts finden sich zahlreiche Beispiele für unsymmetrische Taktarten; so z. B. in „Mars, der Kriegsbringer“, dem ersten Satz von „Die Planeten“ von Gustav Holst, im „Unsquare Dance“ von Dave Brubeck, in „Money“ von Pink Floyd sowie in Werken des Minimal-Music-Komponisten Philip Glass.

## Regionen
In Bulgarien existieren sechs Folkloreregionen:
- Nordbulgarien (bulg. Северняшка/Sewernjaschka), auch Moesische (bulg. Мизийска/Misijska) genannt
- Dobrudscha (bulg. Добруджанско / Dobrudschansko), im Nordosten
- Thrakien (bulg. Тракийско/Trakijsko), im Zentrum
- Rhodopen (bulg. Родопско/Rodopsko), im Süden
- Schop (Oblast Sofia-Stadt)
- Pirin (bulg. пиринско/Pirinsko), auch (bulg. Македонско/Makedonsko) genannt, im Südwesten.

Vor dem Ersten Weltkrieg existierte eine weitere, die Ägäische Folkloreregion (bulg. Беломорска/Belomorska), die jedoch nach Bevölkerungsverschiebungen (→Thrakische Bulgaren) heute in andere Regionen aufgegangen ist.

## Volkslieder
Das Volkslied spielt eine sehr wichtige Rolle im Leben eines Bulgaren. Das bulgarische Volk liebt den Gesang. Es singt mit Liebe die alten, von den Vorvätern überkommenen Lieder und schafft ständig neue. Volkssänger verfügen über ein erstaunliches Gedächtnis. Oft beherrschen sie bis zu 500 Volkslieder. In einzelnen Fällen wird diese Zahl noch weit übertroffen. So sang der 90-jährige Volkssänger Pawel Atanasow (1867–1960) 742 Lieder, die von Mitarbeitern der Bulgarischen Akademie der Wissenschaften aufgeschrieben und erforscht wurden. Wasila Waltschewa (1906–1981) sang ungefähr 1000 Lieder, Penka Poptodorowa (1895–1970) über 1000 Lieder.
Die große Vielfalt der bulgarischen Volkslieder in Bezug auf musikalische Merkmale, Verbreitung der Lieder und historische Wurzeln stellt eine gewisse Schwierigkeit bei der Einteilung des Liedmaterials dar. Grundsätzlich unterscheidet man zwischen folgenden Arten von Liedern: Brauch- und Rituallieder, Arbeitslieder, Tafellieder, sowie Reigenvolkslieder.

### Brauch- und Rituallieder
Brauchlieder sind die ältesten bulgarischen Volkslieder. Sie sind funktional an bestimmte Bräuche gebunden und hängen zum großen Teil unmittelbar mit dem Leben des Volkes und mit seiner starken Naturverbundenheit zusammen. Gleichzeitig äußert sich darin der feste Glaube an das Gute und an die Gerechtigkeit. Es sind Kalenderlieder, die an einem seit Jahrhunderten festgelegten Feiertag wie z. B. Weihnachten, Lazarus-Tag (orthodoxer Gedenktag: Samstag vor Palmsonntag; bulg. Лазаровден) oder Enjotag (Tag der Sommersonnenwende; 24. Juni; bulg. Еньовден) gesungen werden. Teilweise handelt es sich auch um Familienbrauchlieder, also um Lieder, die mit keinem bestimmten Kalendertag, aber mit einem bestimmten Anlass, z. B. mit einer Taufe, Hochzeit oder einer Bestattung, verbunden sind. Die Lieder trösten beispielsweise zu einer Hochzeit die junge Braut, die das Vaterhaus verlässt, sie erflehen aber auch Regen oder wollen böse Geister vertreiben. Innerhalb des Brauchtums nehmen sie einen genau bestimmten Platz ein.

#### Kalenderlieder
Einen Überblick über die verschiedenen Bräuche gibt der sogenannte Folklore-Kalender. Es ist ein System, das den Jahreszyklus unterteilt, indem heidnische (vorchristliche), orthodoxe (christliche) und weltliche Elemente zusammengeführt werden. Ähnlich wie in vielen indoeuropäischen Kalendern werden auch im bulgarischen das Sonnen- und das Mondprinzip vereinigt. Weihnachten ist zum Beispiel aufgrund des Sonnenstandes immer am 25. Dezember. Ostern feiert man aber wegen des wechselnden Mondkalenders an unterschiedlichen Tagen (für Einzelheiten zur Berechnung siehe: Osterdatum).
Der Folklore-Kalender teilt das Jahr in ein Sommer- und in ein Winterhalbjahr. Der Heilige Georgi steht für den Sommer, der Heilige Dimiter für den Winter. Stets spielt Musik eine wichtige Rolle bei diesen Bräuchen und Ritualen, wie beispielsweise das Weihnachtssingen oder die Feier des Lazarustages.

##### Feier des Lazarustages
Die Feier des Lazarustages am Palmsonntag ist ein besonders interessanter Brauch in Bulgarien. In heidnischer Zeit wurde an diesem Tag die wieder auferstandene Fruchtbarkeitsgöttin geehrt. Seit christlicher Zeit symbolisiert der Lazarustag das Heranreifen der jungen Mädchen. Wie bei den Koledari zeigt ihr Singen und Tanzen den Wandel vom Kind zum heiratsfähigen Mädchen. Die Mädchen, die am Lazarus-Ritual teilnehmen, haben ihr 18. Lebensjahr vollendet. Wie wichtig dieser Brauch war, zeigt sich darin, dass in altbulgarischer Zeit nur ein Mädchen, das beim Lazarus-Ritual mitgemacht hatte, heiraten und Schmuck tragen durfte.
Welche Lieder die Lazarus-Mädchen vortragen, hängt von den Verhältnissen in dem Haus, wo die Mädchen die Lazaruslieder singen, ab. Sie können für ein herangewachsenes Mädchen, für eine ältere Frau, für ein Kind, für einen Schafhirten bestimmt sein. Ähnlich den Weihnachtsliedern gibt es auch bei den Lazarusliedern eine große Vielfalt: die Mädchen singen unterwegs, beim Eintritt in das Haus, im Haus selbst und während man tanzt. Nur an diesem Tag, glaubten die Menschen, besitzt das Mädchen magische Kräfte, um durch ein Lied und durch einen Tanz das Haus, die Hausbesitzer und deren Gut und Felder zu segnen.
Es sind lebensfrohe, poetische Lieder mit kurzen Melodien, meistens im tempo giusto. Die Melodien sind lustig, schalkhaft und zudem in verschiedenen Landesteilen sehr unterschiedlich. Der Rhythmus ist von den schnellen Schritten des Lazarustanzes bestimmt.
Ein Hauptthema der Lieder ist die Vorhersage, welches Mädchen wen heiraten wird. Die Mädchen spielen dann einen Tanz vor, der ihre zukünftige Hochzeit symbolisieren soll. Sie stehen um einen Kessel herum, der voll mit “schweigsamen Wasser” ist – „schweigsam“ ist es, da die Mädchen schweigen, während sie den Kessel füllen. In diesen Kessel taucht jedes Mädchen einen Blumenstrauß mit einem daran festgebundenen Ring. Die Blumensträuße bleiben über Nacht in dem Kessel. Am nächsten Morgen nimmt jedes Mädchen seinen Strauß. Die anderen Mädchen singen ein Lied, worin sie weissagen, welchen Beruf der Auserwählte des Mädchens haben wird. Die Weissagung des Berufes muss mit dem Beruf des späteren Ehemannes aber nicht wirklich übereinstimmen.
In anderen Teilen Bulgariens, besonders in Dörfern, durch die ein Fluss fließt, werfen die Mädchen ihre Blumensträuße in den Fluss. Dann heißt es: “Der Junge, der deinen Blumenstrauß findet, wird dich heiraten!”

#### Familienbrauchlieder
Die Schwäche des Menschen gegenüber den Naturgewalten hat einen Zyklus von Liedern zum Erbitten von Regen (siehe auch Regentanz) oder gegen Überschwemmungen ins Leben gerufen. In früheren Zeiten hatte jede Ortschaft Lieder, die bei Dürre oder bei heftigen Regenfällen, die die Ernte gefährdeten, gesungen wurden.
Kalenderlieder beschreiben die Beziehung zwischen Gesellschaft und Natur. Dagegen sind Familienbrauchlieder für die Beziehung zwischen Individuum und Gesellschaft relevant. Bulgarische Familienbräuche sind bei der Geburt eines Kindes, bei einer Hochzeit und bei einem Begräbnis von besonderer Bedeutung – dies sind vielleicht die wichtigsten Momente im Leben eines Menschen.

##### Hochzeitslieder
Beispielhaft soll hier die Musik bei einer traditionellen bulgarischen Hochzeit beschrieben werden.
Drei Elemente sind die musikalische Basis der traditionellen bulgarischen Hochzeit:
- der Gruppengesang von Frauen,
- die Instrumentalmusik und
- der Männergesang während des Essens mit Instrumentalbegleitung.

Die Symbolik der Hochzeitslieder, der Instrumentalmelodien und Tänze kann als eine Gegenüberstellung von Mann und Frau betrachtet werden. Es entsteht eine Gegenüberstellung von Ritualen der Braut und Ritualen des Bräutigams.
Die eigentliche traditionelle bulgarische Hochzeit dauert drei bis fünf Tage, aber die Hochzeitsbräuche zwischen der Verlobung und einem Jahr nach der Hochzeit dauern ganze zwei Jahre. Weiterhin unterscheidet man zwischen Vorhochzeits-, Hochzeits- und Nachhochzeitsritualen.
Unter der Vorhochzeitszeit versteht man zwei bis drei Tage vor der Vermählung. Die Vorhochzeitsrituale schließen das Backen von speziellen Brauchbroten ein, ebenso die Vorbereitung der Hochzeitsfahne (Bulgarische Hochzeitsfahne, bulg. сватбено знаме oder уруглица/Urugliza), die Vorbereitung der Braut durch das Flechten ihres Haars und des Bräutigams durch Rasur. Während dies geschieht, wird die ganze Zeit gesungen.
Hochzeitsrituale sind der Aufbruch der Gäste zum Haus der Braut, die Abholung des Paten (dessen Bedeutung in der bulgarischen Folklore weit über die Rolle eines Trauzeugen hinausgeht), die Hinausführung der Braut aus dem Vaterhaus, das Geleiten der Braut ins Heim des Bräutigams und die Beschenkung der Gäste. Es gibt noch viele andere unwichtigere Rituale, die in verschiedenen Teilen Bulgariens ganz unterschiedlich sind. Zu den Ritualen gehören auch kleine Spiele, wie z. B. rund um die Abholung der Braut. Zuerst wird der Bräutigam nicht ins Haus der Braut eingelassen. Er muss erst den Schuh des Schwiegervaters mit Geld füllen. Wenn er dann das Haus betritt, muss er die Braut suchen, die sich irgendwo im Hause versteckt hat. Der Abschied der Braut von ihren Eltern, die Trennung vom Vaterhaus und ihr noch unbekanntes Schicksal sind die traurigsten Momente bei einer Hochzeit. All dies findet starken Widerhall sowohl im Charakter der Texte wie auch in der Melodik der Lieder, die dazu gesungen werden.
Hochzeitslieder haben in jedem Liedergebiet ganz spezifische Züge. Selbst in benachbarten Ortschaften sind die Melodiestruktur und der Textinhalt von Hochzeitsliedern ganz verschieden.

### Arbeitslieder
In einer Agrarkultur ist auch die Tätigkeit auf dem Feld ritualisiert. Für einen Bauern bedeutet die Arbeit auf dem Feld nicht nur Zwang und Ernährung, sie ist auch eine gewisse Art von Philosophie und Poesie. Der bekannte bulgarische Schriftsteller Jordan Jowkow schrieb: „Der Mäher ist ein Priester der Mutter Erde, seine Arbeit ist heilig und sein Gesang eine Hymne.“ Das Singen, das Aufschreien und das Lachen sind rituelle Teile einer Mahd. Die mühevolle Feldarbeit in der starken Sommersonne wird musikalisiert und ritualisiert. Die Arbeit selbst wird geehrt und die Faulheit kritisiert. Die Bauern glauben, sich durch ihre Lieder mit dem Pulsschlag des Universums zu verbinden. Das Singen hilft ihnen, bei der schweren Feldarbeit durchzuhalten und Spaß daran zu haben. Ein großer Teil dieser Lieder sind die „Lieder ohne Takt“. Bei diesen ist keine Taktart vorgegeben, daher geben sie dem Sänger große Freiheit bezüglich der Singweise. Das folgende Beispiel zeigt ein typisches Arbeitslied:
- Ein großer Teil der Arbeitslieder sind Erntelieder. Sie werden auf dem Feld von den Schnitterinnen gesungen, meistens solo, aber auch gruppenweise und antiphon. Die Erntelieder sind häufig von sogenannten „Ausrufen“ begleitet. Charakteristisch sind Ausrufe auf der kleinen Septime über der Tonika. Dieser Ausruf muss ganz präzis, also auf der richtigen Tonhöhe erfolgen. Die Melodien der Erntelieder sind langsam, dahinschleppend, der Tonumfang ist meist eine kleine Terz, eine Quarte oder eine Quinte. Die Melodie verweilt lange auf der 3. Stufe, was dem Erntelied einen schwermütigen Charakter verleiht. Natürlich muss man bedenken, welch schwere Arbeiten diese Lieder begleitet haben.
Textlich haben die Erntelieder ganz unterschiedliche Themen. Häufig geht es um die Ernte. Teilweise sind es aber auch Heiducken- oder Liebeslieder, Lieder geschichtlichen Inhalts oder Lieder, deren Themen aus dem Alltagsleben stammen. Ein großer Teil der Erntelieder hat keinen gleich bleibenden Takt und ist im rhythmischen Aufbau völlig frei.
- Weitere wichtige Arbeitslieder sind die so genannten „Sedjanka“-Lieder. „Sedjanka“ kommt von sitzen, der Name der Lieder von folgendem Umstand: Früher trafen sich junge Leute an einem ausgemachten Platz, der „Sedjanka“ genannt wurde, und verrichteten dort gemeinsam ihre häuslichen Arbeiten. Die Mädchen strickten Pullover oder Socken, es wurde gesponnen oder gehäkelt, die Burschen halfen, indem sie die Wollknäuel hielten oder ebenfalls spannen. Damit es nicht langweilig wurde, sangen sie dazu, ließen später die Arbeit liegen und tanzten Reigen. Dies war früher die beliebteste Form der Unterhaltung für junge Leute.
Es gab bzw. gibt zwei Arten von Sedjankas – eine, die im Winter in den Stuben und eine, die im Sommer oder im Herbst im Freien stattfindet. „Sedjanka“- Lieder werden während der Zusammenkunft oder kurz vor ihrem Beginn, also dann, wenn sich alle versammeln, gesungen. Dies funktioniert folgendermaßen:
Die ersten zur Zusammenkunft erschienenen Mädchen fangen an Lieder zu singen, womit sie andere Mädchen und Burschen zu ihrer Sedjanka einladen. Dann machen sie ein Feuer und stellen ringsherum Holzschemel auf. Sie nehmen die eine Hälfte des Kreises ein und überlassen die andere Hälfte den Burschen. Die Burschen kommen gruppenweise und führen einen Kawalspieler (Hirtenflöte), Zafaraspieler (kurze Flöte) oder einen Gadulkaspieler (Fiedel) mit sich. Neben der Arbeit werden unterhaltsame Spiele gespielt, Geschichten oder lustige Erlebnisse erzählt, Rätsel gelöst, aber meist wird gesungen. Normalerweise singen hauptsächlich die Mädchen und die Burschen begleiten sie auf einem Volksmusikinstrument. Nach einigen Liedern wird zum Reigen aufgespielt, und es wird getanzt und gespielt bis zum Sonnenaufgang. Wenn ein Mädchen in einen Burschen verliebt ist, schenkt sie ihm einen kleinen Blumenstrauß, damit er an sie denkt. Dies ist in diesem bäuerlichen Umfeld die einzige Möglichkeit, Zuneigung zu zeigen. Die Sedjanka-Lieder sind der Thematik nach vielgestaltig. In der Regel sind sie durch langsame, reich verzierte Melodien charakterisiert, bei denen die Sänger ihr Können unter Beweis stellen. Die ältesten Sedjanka-Lieder sind mehrstimmig. Diese werden hauptsächlich in Westbulgarien gesungen.
Insgesamt ist die Zahl an Arbeitsliedern riesengroß. Es gibt Lieder über das Mähen, über das Pflügen und Rechen, über das Aufreihen und Falten von Tabak, über die Weinlese und sogar über das Pflücken von Kornelkirschen im Wald. Den Arbeitsliedern wird große Achtung erwiesen. Man singt sie nicht „irgendwo und irgendwann“, sondern nur zu bestimmten Arbeiten.

### Tafellieder
Tafellieder werden an Feiertagen, bei einer festlichen Tafel oder bei Hochzeiten gesungen. Es handelt sich stets um getragene, rezitierte Melodien. Gewöhnlich werden sie von einzelnen Sängern mit oder ohne Begleitung eines Volksmusikinstruments vorgetragen. Ein großer Teil der Tafellieder gibt den Spielern die Möglichkeit, ihre improvisatorischen Fähigkeiten zu zeigen. Für diese Lieder ist ein großer Tonumfang und ein hoher Gefühlsgehalt charakteristisch. Typische Beispiele für Tafellieder sind die so genannten „Lieder ohne Takt“.
Für das Volk sind die Tafellieder die echten Volkslieder. Hierher gehören die bulgarischen Volkslieder über ruhmreiche Helden, Lieder über große Ereignisse, die das ganze Volk erschüttert hatten, sowie erzählende Lieder und Lieder aus dem Familienleben.

### Reigenvolkslieder
Die Reigenvolkslieder bilden den größten Teil der bulgarischen Volkslieder. Es gibt keine Ortschaft in Bulgarien, wo nicht Reigen getanzt, wo nicht bis auf den heutigen Tag alte Reigenlieder gesungen werden. Die Reigenlieder werden von den Reigentänzern selbst ausgeführt, und zwar in der Regel antiphon, wobei sich zwei Gruppen von Sängerinnen abwechseln.
Fast alle Brauch- und Arbeitslieder enden mit einem Reigen. Er wird auch an wichtigen Kalenderfeiertagen, jeden Sonntag, bei einer „Sedjanka“ und bei Hochzeiten getanzt. Bei der „Sedjanka“ z. B. schließen ein Mädchen und ein Bursche eine Wette ab. Wenn der Junge das Mädchen beim Tanzen „besiegt“, bekommt er z. B. ihren Blumenkranz, und solange er ihn trägt, zeigt er, dass er sie liebt.
Bei der Aufstellung zum Tanz herrscht je nach Alter und Geschlecht eine strenge Hierarchie vor. Bei den Reigenliedern ist ein Reichtum an unregelmäßigen Taktarten zu finden, der besonders charakteristisch für West- und Nordbulgarien ist. Grundsätzlich ist aber die in den Reigenliedern vorherrschende Taktart der 2/4 – Takt, die Reigenlieder werden aber in unterschiedlichem Tempo gesungen.
Je nach der Jahreszeit werden Winter-, Frühlings-, Sommer- und Herbstlieder und
-reigen unterschieden. Manche werden nur gegen Abend zum „Abendreigen“ (= Wetschernik/вечерник) gesungen. Je nach Charakter kommen für die Reigen u. a. folgende Takt-Arten zur Anwendung:
| „Pravo Horo“:                     | 6/16 (3 + 3), ein gerader Reigen, die einfachste aller Reigenarten                                 |
| „Pajduško Horo“:                  | 5/8 (2 + 3) (wie der menschliche Herzschlag)                                                       |
| „Dajčovo“:                        | 9/16 (4 + 2 + 3 oder 2 + 2 + 2 + 3)                                                                |
| „Rȃčenica“:                       | 7/16 (2 + 2 + 3 oder 4 + 3), einer der einfachsten Volkstänze, meistens bei Soloauftritten getanzt |
| „Sandansko Horo“:                 | 22/16 (2 + 2 + 2 + 3 + 2 + 2 + 2 + 3 + 2 + 2)                                                      |
| „Četvorno Horo“ (Viertelreigen):  | 7/16 (3 + 2 + 2 oder 3 + 4)                                                                        |
| „Elenino Horo“ (Griechen-Reigen): | 7/8 (2 + 2 + 1 + 2), wird nur von Mädchen getanzt, und zwar am „Lazarustag“                        |
| „Eleno Mome“:                     | 13/16 oder 12/16 (4 + 4 + 2 + 3 oder 3 + 4 + 2 + 3)                                                |
| „Petrunino Horo“:                 | 13/16 oder 12/16 (4 + 4 + 2 + 3 oder 3 + 4 + 2 + 3)                                                |
| „Kopanitza“ & „Gankino horo“:     | 11/16 (4 + 3 + 4 oder 2 + 2 + 3 + 2 + 2)                                                           |
| „Asano Mlada Nevesto“:            | 11/8 (3 + 2 + 2 + 2 + 2)                                                                           |
| „Šopsko Horo“:                    | 2/4                                                                                                |
| „Trite pȃti“ (Die drei Mal):      | 2 + 2 + 4 (oft in englischer Transkription Trite Puti geschrieben)                                 |
| „Sedi Donka“:                     | 25/16 (2x Cetvorno plus 1x Kopanitza: 7/16 + 7/16 + 11/16) (7 = 3 + 2 + 2, 11 = 2 + 2 + 3 + 2 + 2) |
| „Krivo Horo“ (Krivoto):           | 13/16 (2 + 2 + 2 + 3 + 2 + 2) (auch bekannt als „Krivo Sadovsko“)                                  |
| „Bučimiš“:                        | 15/16 (2 + 2 + 2 + 2 + 3 + 2 + 2)                                                                  |

## Rhythmus und Takt
Typisch für die Melodien der bulgarischen Volksmusik sind ihre schwierigen Rhythmen. Diese können nicht immer mit den traditionellen Mitteln der Notation aufgeschrieben werden. Für die Notation dieser Melodien muss man zu den unregelmäßigen Takten und zu Zeichen, die nicht immer die Melodie zu hundert Prozent wiedergeben können, greifen.
Bei den bulgarischen Volksliedforschern und Volksmusikkomponisten (wie Dobri Christow, Vasil Stoin usw.) gibt es hingegen keine 2/2-Takte. Die Grundregel, nach der sie Taktarten zuweisen, ist folgende: Wenn das Tempo der Melodie langsam oder gemäßigt ist (d. h. wenn die Zahl der aufeinander folgenden Schläge pro Takt sehr gering oder mittelgroß ist – z. B. zwischen 50 und 180 Schlägen pro Minute liegt), schreiben sie eine 4 im Nenner (z. B. 2/4, 3/4, 5/4). Das zeigt, dass die Maßeinheit des Taktes die Viertelnote ist. Wenn das Tempo schnell oder sehr schnell ist (d. h. wenn die Zahl der Schläge zwischen 180 und 250 pro Minute beträgt), schreiben sie eine 8 im Nenner (z. B. 3/8, 5/8, 7/8 usw.). Die Maßeinheit des Taktes ist also die Achtelnote. Ist die Zahl der Schläge pro Minute höher als 250, so steht die Zahl 16 im Nenner (z. B. 5/16, 7/16 usw.). Diese Regel kann natürlich auch gebrochen werden, sie war einfach eine Hilfsmaßnahme der Volksmusikforscher, um die Melodien grob zu notieren.
Die große Vielzahl von metrischen Formen in der bulgarischen Volksmusik können in vier Gruppen unterteilt werden:

### Einfache Taktarten
Zu den einfachen Taktarten zählt man die zwei- und dreizeitigen Taktarten. Aus der Kombination von zwei- und dreizeitigen Taktarten entstehen die zusammengesetzten Taktarten, die kombinierten metrischen Gruppen und heterometrischen Reihen. So besteht z. B. der vierzeitige Takt aus eine Synthese von zwei einfachen zweizeitigen Takten; der fünfzeitige Takt kann als eine Kombination von einem zweizeitigen und einem dreizeitigen Takt betrachtet werden usw.

#### Zweizeitige Taktarten
Der 2/4 – Takt:
Die häufigste zweizeitige Taktart in der bulgarischen Volksmusik ist der 2/4 – Takt.
In einem schnellen Tempo verbindet man zwei zweizeitige Taktarten in einer Taktfigur.
Der 2/8 – Takt:
Wird sehr selten aufgezeichnet. Wenige Lieder wie “Ne predawai se, dewoiko” von Wasil Stoin und “Kula braschnu kula durwa” von Angel Bukoretchliew sind in dieser Taktart.

#### Dreizeitige Taktarten
Einfache dreizeitige Taktarten sind sehr selten in der bulgarischen Volksmusik zu finden. Manche bulgarische Musiktheoretiker verneinen sogar überhaupt deren Existenz in der bulgarischen Volksmusik. Wasil Stoin aber schreibt in einer seiner Arbeiten: “In der Musikfolkore trifft man sehr oft auf dreizeitige Takte, sie sind aber nie alleine, sondern treten nur in einer Kombination mit einer oder mehreren zweizeitigen Taktarten auf.”
Der 3/4 – Takt:
Wenn die Melodie langsam oder gemäßigt schnell ist, steht sie in einem 3/4 – Takt.
Der 3/8 – Takt:
Wenn die Anzahl der Schläge pro Minute über dem mittleren Maß ist, also höher als 160, wird die Achtelnote zur Maßeinheit.25

### Zusammengesetzte Taktarten
Die zusammengesetzten Taktarten können zwei- bis siebenteilig sein, je nach Anzahl der einfachen Taktarten, aus denen die jeweilige zusammengesetzte Taktart besteht. Der vierzeitige (2 + 2), der fünfzeitige (3 + 2) und der sechszeitige Takt (3 + 3) sind z. B. zweiteilige Taktarten. Der sechszeitige Takt (2 + 2 + 2) und der neunzeitige Takt von der Art 3 + 3 + 3 sind hingegen dreiteilig. Der neunzeitige Takt kann aber auch vierteilig sein und zwar als Kombination aus 2 + 2 + 2 + 3, oder 2 + 3 + 2 + 2, oder 2 + 2 + 3 + 2, oder 3 + 2 + 2 + 2. Gleiches gilt für den zehnzeitigen Takt 3 + 2 + 2 + 3 oder 2 + 2 + 3 + 3 und den zwölfzeitigen Takt 3 + 3 + 3 + 3. Fünfteilig ist z. B. der elfzeitige Takt 2 + 2 + 3 + 2 + 2, sechsteilig der dreizehnzeitige Takt 2 + 2 + 2 + 2 + 2 + 3.
Weiterhin können die zusammengesetzten Taktarten symmetrisch (gleichgliedrig) oder unsymmetrisch (ungleichgliedrig) sein, je nachdem ob sie von gleichen oder verschiedenen einfachen Taktarten gebildet werden. So sind z. B. der sechszeitige Takt von der Art 6 = 3 + 3 oder 6 = 2 + 2 + 2, der neunzeitige Takt von der Art 9 = 3 + 3 + 3 und der zwölfzeitige Takt von der Art 12 = 3 + 3 + 3 +3 symmetrische zusammengesetzte Taktarten.
Der achtzeitige Takt aber von der Art 8 = 3 + 2 + 3, 8 = 2 + 3 +3 und 8 = 3 + 3 + 2, der neunzeitige Takt von der Art 9 = 2 + 2 + 2 + 3, 9 = 2 + 3 + 2 + 2 oder der fünfteilige zwölfzeitige Takt von der Art 12 = 3 + 2 + 2 + 2 + 3 und 12 = 2 + 3 + 2 + 2 + 3, der dreizehnzeitliche Takt und andere sind hingegen unsymmetrische zusammengesetzte Taktarten.
Letztere kann man in zwei Untergruppen teilen:

#### Kombinierte metrische Gruppen
Kombinierte metrische Gruppen werden Kombinationen von unsymmetrischen Taktarten genannt, die sich periodisch bis zum Ende des Liedes wiederholen. Aus solchen kombinierten metrischen Gruppen besteht z. B. der Reigen “Iztursi kaltzi”. Es handelt sich um die Kombination von 7 + 7 + 11 = 25.

#### Heterometrische Reihen
Darunter versteht man Taktveränderungen, bei denen sich die metrischen Gruppen, die aus verschiedenartigen zusammengesetzten Taktarten gebildet sind, nicht periodisch wiederholen.

#### Zweiteilige Taktarten
Dies sind Taktarten, die entweder von zwei zweizeitigen oder zwei dreizeitigen Taktarten gebildet werden. Es handelt sich also entweder um vierzeitige oder sechszeitige Taktarten.

##### Vierzeitige Taktarten von der Art 2 + 2 = 4
- Der 4/4 – Takt = (2 + 2)/4
Der 4/4 – Takt ergibt sich aus der Addition von zwei 2/4 – Takten. In der bulgarischen Volksmusik trifft man selten auf Melodien im 4/4 – Takt. Man schreibt sie lieber im 2/4 – Takt auf. Es entsteht ein langsames und gemäßigtes Tempo.
Der 4/8 – Takt = (2 + 2)/8
Man kann Melodien im 4/4 – Takt auch im 4/8 – Takt aufschreiben. Dies hängt von dem Text, der zu dem Lied gesungen wird, ab. Wenn sehr schnell gesungen wird, braucht man eine kleinere Maßeinheit, also die Achtel.
Der 4/16 – Takt = (2 + 2)/16
Diese Taktart ist sehr selten und wird fast nie in der bulgarischen Volksmusik verwendet.

##### Sechszeitige Taktarten von der Art 6 = 3 + 3
Der 6/4 – Takt = (3 + 3)/4
Hat keine Verwendung in der bulgarischen Volksmusik gefunden. Es gibt dennoch einige Ausnahmen, die aber im 2/4 – Takt notiert werden. Ein Beispiel dafür ist das Lied „Augen, schwarze Augen“.
Der 6/8 – Takt = (3 + 3)/8
Wird eine Melodie in einem schnellen 3/8 – Takt gespielt, so verschwindet die Grenze zwischen den beiden einfachen dreizeitigen Takten. Es entsteht eine zweiteilige sechszeitige Taktart.
Der 6/16 – Takt = (3 + 3)/16
Wenn eine Melodie im 6/8 – Takt sehr schnell wird, kann sie auch im 6/16 – Takt aufgeschrieben werden. In dieser Taktart steht z. B. der populärste und auch am einfachsten zu lernende Reigen, der Reigen “Prawo”.

##### Zweiteilige unsymmetrische Taktarten
In der bulgarischen Volksmusik trifft man oft auf Lieder, bei denen sich zweizeitiger und dreizeitiger Takt abwechseln, d. h. nach einem zweizeitigen Takt kommt ein dreizeitiger, danach wieder ein zweizeitiger Takt usw. bis eine Taktreihe entsteht. Dadurch entsteht eine Reihe von fünfzeitigen Gruppen.
Je nachdem ob die Taktreihe mit einem zweizeitigen oder einem dreizeitigen Takt anfängt, unterscheiden wir zwei Arten von fünfzeitigen Takten.

##### Fünfzeitige Reihen von der Art: 5 = 2 + 3
Der 5/4 – Takt = (2 + 3)/4;
Dies ist eine sehr charakteristische Taktart für die Rhodopen. Bei den Melodien, bei denen sich der 2/4 und der 3/4 – Takt periodisch abwechseln, muss ein weiterer Strich zwischen dem Zweier- und dem Dreier-Takt gesetzt werden.
Wird kein Strich gesetzt, sondern nur der 5/4 – Takt am Anfang des Liedes eingetragen, ist sonst nicht klar, ob es sich um eine (2 + 3)- oder eine (3 + 2)- Struktur handelt.
Der 5/8 –Takt = (2 + 3)/8;
Der 5/8 – Takt unterscheidet sich nur durch die Schnelligkeit des Tempos von dem 5/4 – Takt. Bei einem schnellen Wechsel von 2/8 und 3/8 Takt verschwindet die Grenze zwischen der zweizeitigen und der dreizeitigen Gruppe im fünfzeitigen Takt, die Grenzen aber zwischen den einzelnen fünfzeitigen Takten werden noch deutlicher.
Der 5/16 – Takt = (2 + 3)/16;
In der bulgarischen Volksmusik trifft man sehr oft auf Melodien in einem fünfzeitigen Takt, der sehr schnell ist (Grundschlag = 200 bis zu 460 Schlägen pro Minute). In solchen Fällen wird, wie schon oben angeführt, die Sechzehntelnote zur Maßeinheit.
Dies ist die Taktart vieler Reigen wie „Paiduschko horo“, „Kostenskata“, „Jutschata“ und andere. Viele der „Koledari“-Lieder (= Weihnachtslieder) stehen in dieser Taktart.
Da der 5/16 – Takt zweiteilig ist, aber aus zwei ungleich großen Gruppen besteht und ein sehr schnelles Tempo hat, entsteht die Illusion von einem zweiteiligen Takt mit einer leicht verlängerten zweiten Zeithälfte. Dobri Christow sagt: „Die zwei Elemente des Taktes bilden eine kurze Einheit, drei Elemente aber bilden eine gestreckte Einheit. So besteht der Takt aus einer kurzen und aus einer gestreckten Einheit.“

##### Fünfzeitige Reihen von der Art 5 = 3 + 2
Der 5/4 – Takt = (3 + 2)/4;
Hier handelt es sich um eine fünfzeitige Taktreihe, die mit einem 3/4 und nicht mit einem 2/4 – Takt beginnt und mit dem 2/4 – Takt endet. Die Taktarten wechseln sich wie oben periodisch ab.
Der 5/8 – Takt = (3 + 2)/8;
Wenn sich der 3/4-Takt und der 2/4-Takt in einem schnellen Tempo sehr schnell abwechseln, verschwindet die Grenze zwischen dem dreizeitigen und dem zweizeitigen Takt. Die zwei einfachen Taktarten verschmelzen zu einem zusammengesetzten fünfzeitigen Takt. Die Maßeinheit für diese Taktzeit ist die Achtelnote.
Der 5/16 – Takt = (3 + 2)/16;
Es handelt sich um eine nur selten in der bulgarischen Volksmusik auftretende Taktart in sehr schnellem Tempo.

#### Dreiteilige Taktarten
Die zusammengesetzten dreiteiligen Taktarten bestehen aus drei einfachen Takten, die zweizeitig oder dreizeitig sein können. Wenn die drei einfachen Takte von gleicher Art sind, ergibt sich eine symmetrische Taktart; wenn sie verschieden sind, ergibt sich eine unsymmetrische Taktart.

##### Dreiteilige symmetrische Taktarten
Diese Taktarten können entweder von drei dreizeitigen oder von drei zweizeitigen Taktarten gebildet werden. Im ersten Fall ist der Takt neunzeitig (3 + 3 + 3 = 9) und im zweiten Fall sechszeitig (2 + 2 + 2 = 6). Die dreiteiligen symmetrischen Taktarten sind sehr selten.

##### Die sechszeitigen Taktarten
Der 6/4 – Takt = (2 + 2 + 2)/4;
Der dreiteilige symmetrische Sechsviertel–Takt wird nicht in der musikalischen Praxis verwendet. In der professionellen europäischen Musik wurde er vom 3/2-Takt verdrängt. Die bulgarischen Volksmusiker schreiben einfach einen 2/4-Takt an Stelle des 6/4-Taktes, ohne die Gruppierung der einfachen Takte irgendwie anzudeuten.
Der 6/8 – Takt = (2 + 2 + 2)/8;
Dieser Takt hat sich mit dem 3/4 – Takt vermischt.

##### Neunzeitige Taktarten
Der 9/8 – Takt = (3 + 3 + 3)/8;
Der symmetrische dreiteilige neunzeitige Takt wird aus drei dreizeitigen einfachen Takten gebildet. Wenn das Tempo der Melodie langsam ist, ist die Verbindung zwischen den drei dreizeitigen Takten sehr locker. Aber auch wenn das Tempo sehr schnell ist, schreiben die Volksmusikpraktiker nie einen 9/8-Takt, sondern 3/8 oder 3/4. Diesen Takt trifft man in der bulgarischen Volksmusik fast nie.

##### Dreiteilige unsymmetrische Taktarten
Die dreiteiligen unsymmetrischen Taktarten können entweder siebenzeitig oder achtzeitig sein. Es gibt drei Arten von siebenzeitigen Taktarten:
1. Am Anfang steht eine zweizeitige Gruppe und am Ende eine dreizeitige. Diesem Aufbau entsprechen 7/4 = (2 + 2 + 3)/4, 7/8 = (2 + 2 + 3)/8 und 7/16 = (2 + 2 + 3)/16.
2. Am Anfang steht eine dreizeitige Gruppe und am Ende eine zweizeitige. Diesem Aufbau entsprechen: 7/4 = (3 + 2 + 2)/4, 7/8 = (3 + 2 + 2)/8 und 7/16 = (3 + 2 + 2)/16.
3. Am Anfang und am Ende steht eine zweizeitige Gruppe und in der Mitte eine dreizeitige Gruppe: Diesem Aufbau entspricht: 7/16 = (2 + 3 + 2)/16. Diese dritte Möglichkeit existiert aber in der bulgarischen Volksmusik nicht.

Die achtzeitigen unsymmetrischen Takte kann man auch in drei Gruppen unterteilen:
1. Am Anfang und am Ende steht eine dreizeitige Gruppe: 8/4 = (3 + 2 + 3)/4, 8/8 = (3 + 2 + 3)/8, oder 8/16 = (3 + 2 + 3)/16.
2. Oder es steht am Anfang eine zweizeitige Gruppe und die beiden folgenden sind dreizeitig: 8/4 = (2 + 3 + 3)/4, 8/8 = (2 + 3 + 3)/8, oder 8/16 = (2 + 3 + 3)/16.
3. Und schließlich kann am Anfang und in der Mitte eine dreizeitige Gruppe und am Ende eine zweizeitige stehen: 8/4 = (3 + 3 + 2)/4, 8/8 = (3 + 3 + 2)/8, oder 8/16 = (3 + 3 + 2)/16.

## Musikalische Volksinstrumente

### Blasinstrumente
- Gajda (Sackpfeife), Dudelsack
- Kaval, weit verbreitete, dreiteilige Hirtenflöte
- Swirka, einteilige Hirtenflöte
- Duduk, seltenere kurze Schnabelflöte
- Dwojanka, Doppelflöte
- Zurna, Doppelrohrblattinstrument

### Saiteninstrumente
- Streichinstrumente
  - Gadulka, Fiedel
  - Gusla, einsaitige Fiedel
- Zupfinstrumente
  - Tambura, Langhalslaute

### Schlaginstrumente, Membraninstrumente

#### Tapan (Große Trommel)
Die Tapan ähnelt der türkischen Davul und ist fast im ganzen Land bekannt. Es gibt zwei verschiedene Spielweisen: einerseits mit einem Schlägel, andererseits mit Schlägel und Stäbchen, sodass man auch auf die zweite Seite der Trommel schlagen kann. Es gibt Trommeln von ganz verschiedener Größe. Alle sind jedoch auf dieselbe Weise verfertigt: Auf einen hölzernen Reifen wird mit Hilfe von zwei Schnüren ein Fell gespannt. Die Trommel wird als Begleitinstrument mit anderen Volksinstrumenten, wie Gaida, Gadulka und Kaval verwendet.

#### Tarambuka und Daire
Die Bechertrommel Tarambuka (Darbuka) und die Rahmentrommel Daire (bulg. дайре; engl. Dayereh) werden vorwiegend von Roma und Türken benutzt, nehmen aber auch im Leben der Bulgaren einen Platz ein. In manchen Gegenden ersetzen sie die große Trommel. Verbreiteter als die Tarambuka ist die Daire, die hauptsächlich rhythmische Lieder, z. B. an Festtagen, begleitet.

#### Die Tschanowe
Auch wenn die Tschans für die Volksmusik der Bulgaren keine unmittelbare Bedeutung haben, sind die Schafglocken stets ein Begleiter im Leben der Bulgaren gewesen.

## Musiker
- Ramadan Lolow (1904–1967)
- Sawa Popsawow (1923–2008)
- Stefka Sabotinowa (1930–2010)
- Petko Radew (1933–2017)
- Janka Rupkina (* 1938)
- Walja Balkanska (* 1942)
- Manol Michajlow (* 1959)
- Nikolina Tschakardakowa (* 1969)
- Eliza Todorowa (* 1977)